# Gedebjerg
Gedebjerg är en kulle i Danmark.   Den ligger i Frederikshavns kommun i Region Nordjylland, i den norra delen av landet, 220 km nordväst om Köpenhamn. Toppen på Gedebjerg är 85 meter över havet. Gedebjerg ligger på ön Vendsyssel-Thy. Närmaste större samhälle är Sæby, 3 km sydost om Gedebjerg. Omgivningarna runt Gedebjerg är en mosaik av jordbruksmark och naturlig växtlighet.